# Ground Control II: Operation Exodus
Pour les homonymes, voir Ground Control (homonymie).
Ground Control II: Operation Exodus est un jeu vidéo de tactique en temps réel développé par Massive Entertainment et édité par Vivendi Universal Games sur PC le 22 juin 2004 en Amérique du Nord et le 25 juin 2004 en Europe.

## Trame
L'histoire se déroule en 2741. La NSA (Northern Star Alliance) tente de gagner la guerre contre l'empire Terran. Mais pendant ce temps, les Virons, des aliens alliés de l'empire Terran, tentent de conquérir le maximum de territoires.

## Système de jeu
Après quelques minutes d'adaptation, l'interface se révèle très pratique. Les possibilités stratégiques sont nombreuses et les deux races en présence offrent vraiment deux façons de jouer totalement différentes. Si en mode facile, la méthode brutale fonctionne assez bien, cela se corse sévèrement en mode normal et surtout en difficile. Dans les deux derniers niveaux de difficulté, il ne sera plus question de foncer vers les adversaires. Au contraire, il faudra faire profiter vos fantassins des bâtiments pour qu'ils aient un point de tir plus sûr. Et le jeu pousse même le réalisme jusqu'à permettre de choisir sur quelle façade il faut les placer. On peut utiliser la végétation, qui apporte une petite protection qui est loin d'être négligeable : les unités sont moins visibles dans les hautes herbes et les petits bois. Le jeu prend aussi en compte la lumière du soleil : ainsi, les unités adverses auront plus de mal à vous toucher si elles ont l'astre du jour en pleine face. Enfin, l'aspect stratégique est un peu plus renforcé par l'utilisation du relief. Les collines sont en effet un lieu de choix pour tirer sur les adversaires en contrebas car vos unités disposent alors d'un point de vue imprenable.
Mais outre les deux campagnes et le tutoriel, le jeu ne s'arrête pas là, puisqu'il propose aussi un mode multijoueur. On peut ainsi affronter 7 autres joueurs en LAN ou sur internet. Les parties sont entièrement paramétrables (condition de réussite de la mission, temps limité ou pas…) et on peut aussi décider de former des équipes.

## Graphismes
Les progrès depuis Ground Control premier du nom sont flagrants. Les unités sont vraiment détaillées. Les possibilités de zoom et de rotation de la caméra permettent d'observer le travail qui a été effectué pour rendre chaque membre de votre armée le plus réussi possible. Les décors ne sont pas en reste puisque le relief des cartes est très bien reconstitué, et les reflets sur l'eau sont absolument magnifiques. Lors des batailles on assiste à une multitude d'effets de lumière et de fumée.

## Accueil
| Ground Control 2      |      |        |
| Média                 | Pays | Notes  |
| Canard PC             | FR   | 8/10   |
| Computer Gaming World | US   | 4/5    |
| Gamekult              | FR   | 7/10   |
| GameSpot              | US   | 8.5/10 |
| IGN                   | US   | 8.8/10 |
| Jeuxvideo.com         | FR   | 17/20  |
| Joystick              | FR   | 7/10   |
| PC Gamer UK           | GB   | 82 %   |
| PC Gamer US           | US   | 84 %   |